# St. Martin (Oberzier)

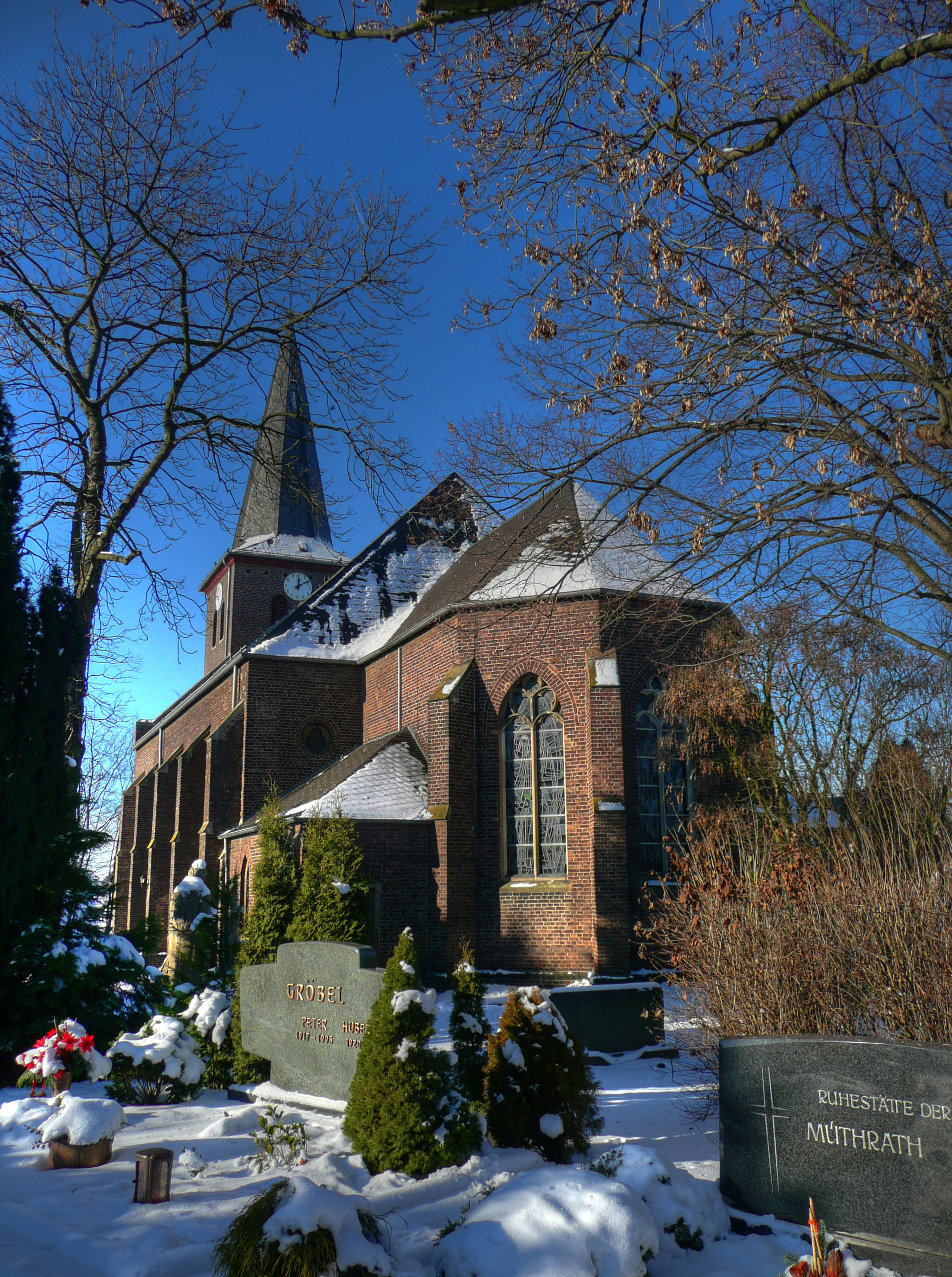
St. Martin in Oberzier

St. Martin ist die römisch-katholische Pfarrkirche des Ortsteils Oberzier der Gemeinde Niederzier im Kreis Düren (Nordrhein-Westfalen).
Das Bauwerk ist unter Nummer 22 als Baudenkmal in die Liste der Baudenkmäler in Niederzier eingetragen und dem hl. Martin von Tours geweiht.

## Geschichte
Oberzier war bereits im Jahr 1122 eigenständige Pfarrei. Im Liber valoris aus 1308 wird Oberzier als Pfarre im Dekanat Jülich im Erzbistum Köln aufgeführt. Zu dieser Zeit war jedoch nur ein einziger Pfarrer für Ober- und Niederzier zuständig, obwohl bereits beide Orte eigene Kirchen besaßen. Daraus ist zu schließen, dass die Niederzierer Pfarre sehr wahrscheinlich aus der Oberzierer hervorgegangen ist, jedoch schon im Mittelalter eigenständig wurde. 
Rechte an der Kirche besaß zu dieser Zeit das Kölner Stift Groß St. Martin. Ende des 18. Jahrhunderts hatte auch der Herzog von Jülich Rechte an der Kirche. Erst mit der Franzosenzeit endeten diese Rechte. Seit der Entstehung bis zur Mitte des 19. Jahrhunderts gehörten zur Oberzierer Pfarre noch die Filialen Huchem, Stammeln, Köttenich und Selhausen. Diese wurden erst 1864 abgetrennt und zur neuen Pfarre St. Josef Huchem-Stammeln erhoben.

## Baugeschichte
Auf dem Platz der Kirche standen bereits drei Vorgängerkirchen. Über die im Liber valoris 1308 erwähnte Pfarrkirche ist nichts nährers bekannt. Sie wurde im 16. Jahrhundert durch eine neue Kirche ersetzt, von der heute nur noch die beiden unteren Geschosse des Glockenturms erhalten sind. Im Jahr 1753 wurde diese Kirche mit Ausnahme von Chor und Glockenturm abgerissen. Ein neues Langhaus wurde in Formen des Barock erbaut und der Glockenturm wurde erhöht und erhielt seine heutige Form. 1820 und 1821 erhielt die Pfarrkirche eine neue Sakristei.
Mitte des 19. Jahrhunderts wurde die barocke Pfarrkirche zu klein, woraufhin der Kirchenvorstand einen Kirchenneubau beschloss. Die Genehmigung zum Neubau seitens des Kölner Erzbistums wurde 1869 erteilt. So wurden zunächst das Kirchenschiff und der Chor abgerissen und zwischen 1870 und 1871 die heutige Pfarrkirche nach den Plänen des Kölner Diözesanbaumeisters Vincenz Statz im Stil der Neugotik unter Einbeziehung des Glockenturms erbaut. 1926 wurde das Hauptportal im Erdgeschoss des Kirchturms in Formen des Neobarocks umgestaltet. 
Im Zweiten Weltkrieg wurde das Mittelschiff bis auf die Grundmauern zerstört. Turm und Chor sind nur leicht beschädigt worden. Der Wiederaufbau war bis 1950 abgeschlossen. Die Pläne lieferte der Düsseldorfer Architekt Heinrich Beck. 1960 und 1961 wurde die Pfarrkirche nach Plänen von Architekt Jakob Hanrath aus Düren restauriert und umgestaltet. Während der Außenbau der Pfarrkirche nahezu unverändert zum Vorkriegszustand geblieben ist, wurde beim Wiederaufbau der Innenraum stark verändert. Das Mittelschiff und die beiden Seitenschiffe ersetzte man durch einen einschiffigen Raum mit Flachdecke, wobei alle erhaltenen Mauern mit integriert wurden. Lediglich im Chor ist das Gewölbe erhalten.
In den Jahren 1992/93 wurde die Kirche grundlegend saniert und so weit wie möglich dem Vorkriegszustand angenähert.

## Glocken
| Nr. | Name   | Durchmesser (mm) | Masse (kg, ca.) | Schlagton (HT-1/16) | Gießer                                              | Gussjahr |
| 1   | Joseph | 1.473            | 1.900           | cis1 −9             | Johannes Mark; Eifeler Glockengießerei, Brockscheid | 1967     |
| 2   | –      | 1.255            | 1.250           | e1 −3               | Gueris van Trier & Jan van Trier, Aachen            | 1546     |
| 3   | –      | 1.140            | 900             | fis1 −4             | -                                                   | 1434     |
| 4   | –      | 635              | 145             | e2 −6               | Gregor van Trier, Aachen                            | 1498     |

Motiv: Te Deum

## Denkmal
Die Kirche ist unter Nr. 22 in die Denkmalliste der Gemeinde Niederzier eingetragen.

## Pfarrer
Folgende Pfarrer wirkten bislang an St. Martin als Seelsorger:
- vor 1830–1835: Ägidius Knein[10]
- 1835–1858: Heinrich Anton Hermanns[11]
- 1858–1861: Matthias Joseph Hubert Nossen[12]
- 1861–1895: Heinrich Bernhard Joseph Schweinheim[13]
- 1895–1909: Peter Schnabel[14]
- 1909–1930(?): Kornelius Wirtz[15]
- 1930–1952: Gustav Vaßen
- 1952–1960: Heinrich Zimmermann
- 1960–1967: Pater Georg Haskamp
- 1967–1983: Pater Hermann Krolage
- 1983–1993: Winfried Gehlen
- 1994–2000: Petro Stanusic
- 2000–2008: Rick van den Berg
- Seit 2009: Andreas Galbierz